# Byzantinischer Korridor

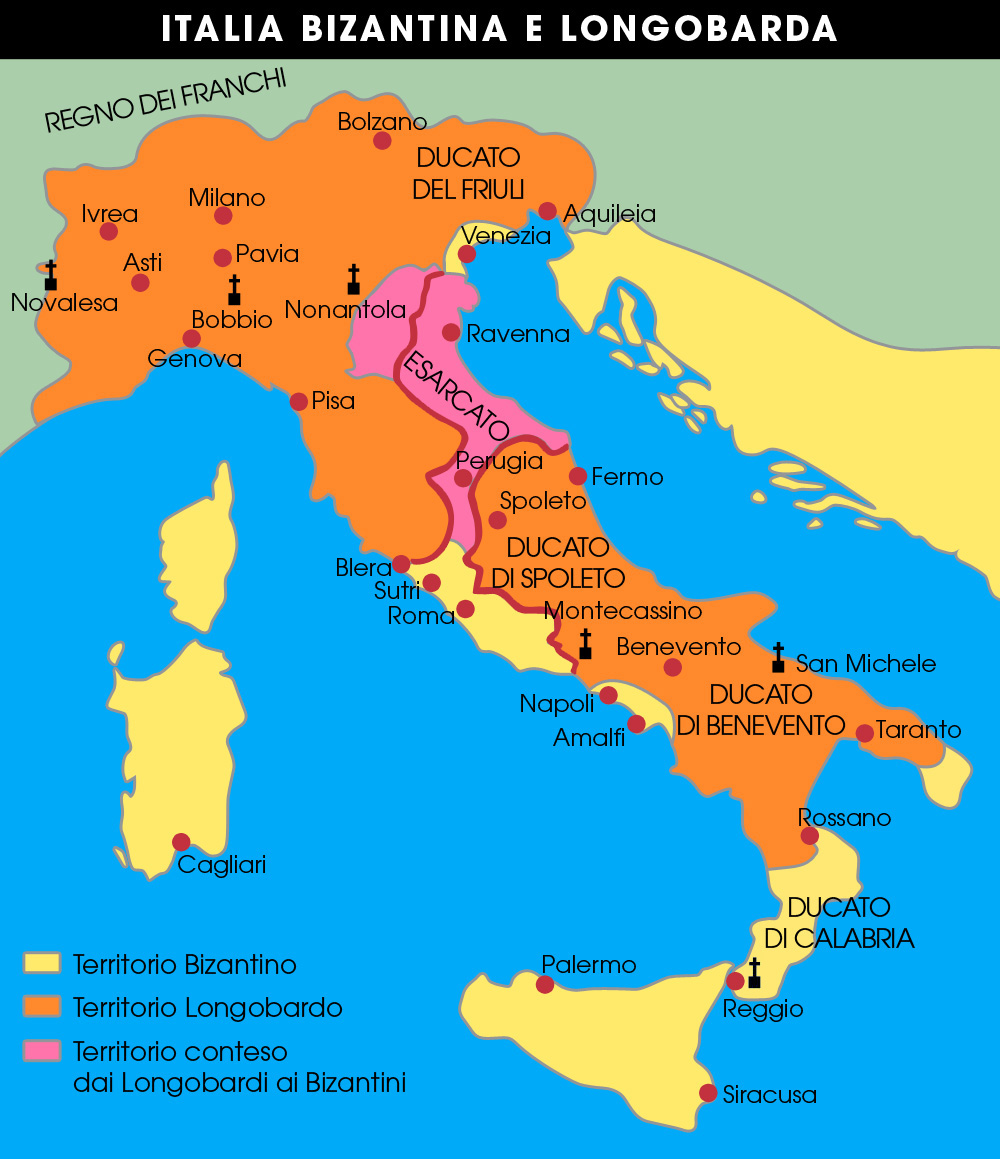
Italien im 7. Jh., seine langobardischen Bereiche (orange), byzantinischen Gebiete (gelb) und das umstrittene Exarchat von Ravenna mit dem byzantinischen Korridor (rosa)

568 n. Chr. fielen die Langobarden in Italien ein. Byzanz, dem es seit der Absetzung des weströmischen Kaisers 476 durch Odoaker unterstand, bemühte sich daraufhin, die Verbindung zu Rom, das der Eroberung standgehalten hatte, zu sichern.
Militärisch zuständig dafür war das zu Byzanz gehörende Exarchat von Ravenna, dessen besonders enge und umkämpfte Landbrücke im Bereich von Perugia man später als Byzantinischen Korridor bezeichnete.

## Entstehung
Der Byzantinische Korridor ist ein Thema, mit dem sich die Forschung seit 1999 intensiver beschäftigt. Er entstand zum Zeitpunkt, als die Langobarden 568 n. Chr. bei ihrem Feldzug nach Italien sukzessive weite Bereiche des noch überwiegend unter byzantinischer Herrschaft stehenden Landes eroberten. Nachdem sie 571 als letzte Stadt Pavia eingenommen hatten, erkoren sie dieses zur Hauptstadt ihres Königreiches. Innere Zwiste führten aber dazu, dass sich nach und nach unabhängige Herrschaften herausbildeten, so die Dukate Spoleto und später Tuszien. Sie beide wurden durch den Byzantinischen Korridor getrennt. Wäre es ihnen gelungen, diesen durch die Vereinigung ihrer Besitztümer zu durchbrechen, so hätten sie damit auch den militärischen Nachschub nach Rom unterbinden können und ihr Ziel erreicht, das Zentrum der Christenheit und damit die gesamte Halbinsel unter langobardische Herrschaft zu bringen.
Da die Kräfte von Byzanz zu dieser Zeit an dessen Grenze zu den persischen Sassaniden gebunden waren, wurde Italien weitgehend sich selbst überlassen. Den wenigen verbliebenen byzantinischen Truppen war es daher nicht möglich, größere Gebiete zu verteidigen, weshalb sie sich auf den noch aus den Gotenkriegen stammenden Festungen im Apennin verschanzten. Um 584 beschloss deshalb Kaiser Maurikios, die verbliebenen byzantinischen Territorien organisatorisch zu straffen und sie in einzelne Dukate zu unterteilen, um einem weiteren Machtverlust entgegenzuwirken. Die für die byzantinische Landbrücke entscheidenden Dukate Pentapolis, Perugia und Rom unterstellte er einem zivilen und militärischen Verwaltungszentrum, dem Exarchat von Ravenna. Zum Dukat Pentapolis gehörten die fünf Hafenstädte Rimini, Pesaro, Fano, Senigallia und Ancona, zeitweilig aber auch die Bergstädte Urbino, Fossombrone, Jesi, Cagli und Gubbio.
Aufgrund seiner militärischen Bedeutung und seiner prekären Position zwischen den langobardischen Fronten erhielt das Dukat Perugia die Bezeichnung „Byzantinischer Korridor“. Während der ganzen Zeit seines Bestehens blieb dieser hart umkämpft, anfangs von den Langobarden und Byzanz, bis die Franken 756 das Gebiet endgültig eroberten, ihre neu gewonnenen Gebiete dem Papst vermachten und mit dieser Pippinischen Schenkung die Grundlagen für den Kirchenstaat schufen.

## Verlauf

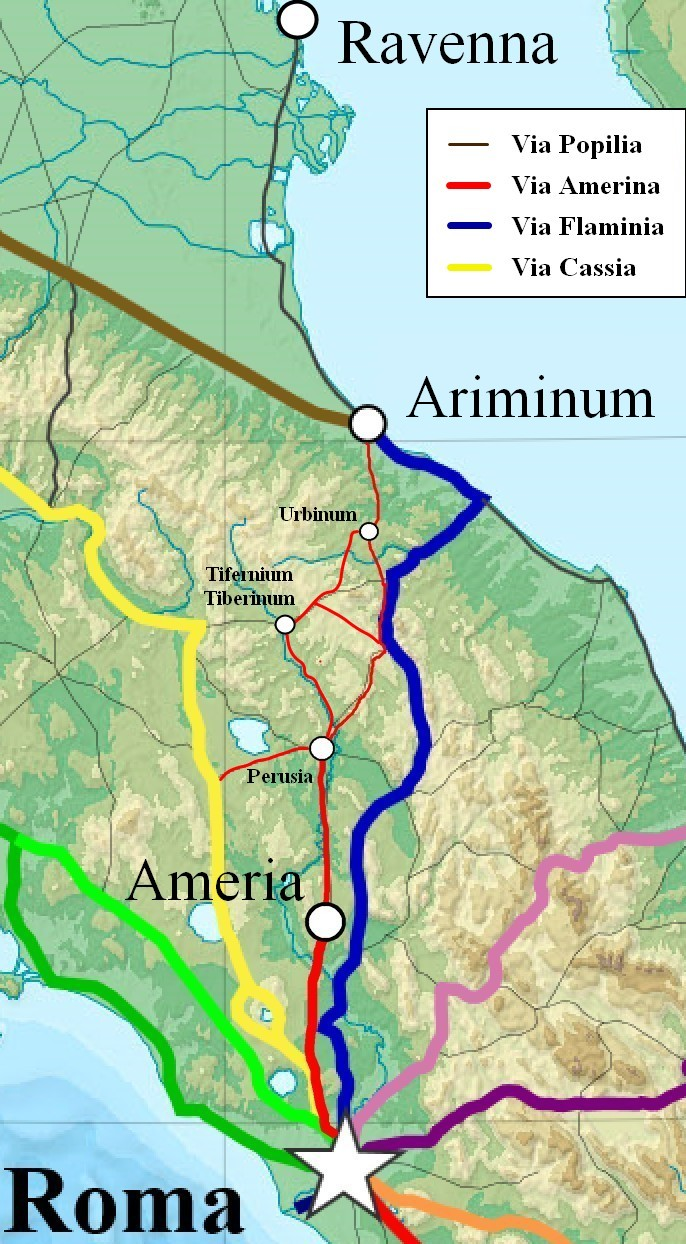
Verlauf der Via Amerina von Rom nach Rimini

Der Byzantinische Korridor durchzog auf der Apenninhalbinsel ausgehend von Rom die heutigen italienischen Regionen Latium, Umbrien, Marken und endete in der östlichen Emilia-Romagna.
Der große Abschnitt, welcher zwischen den langobardischen Dukaten Tuszien und Spoleto verlief, war eine wilde, unzugängliche Gebirgslandschaft, befestigt von zahlreichen, kaum einzunehmenden Burgen. Seine Grenzen verliefen fließend, abhängig von den jeweiligen Machtverhältnissen oder wurden durch natürliche Gegebenheiten wie Wälder, Gebirgskämme oder Flüsse bestimmt.
Aufgrund der oströmischen Besatzung und im Zuge der Völkerwanderungen hatten sich in diesem Bereich neben den Einheimischen zunehmend auch andere Ethnien angesiedelt. Sie alle pflegten unterschiedliche Lebensformen und verehrten ihre eigenen Gottheiten und Heiligen. So opferten die heidnischen Ureinwohner noch lange Zeit den Göttern Jupiter und Apollon. Die orthodoxen Byzantiner hingegen huldigten Martin von Tours, der sich besonders im Kampf gegen den arianischen Glauben hervorgetan hatte, während die arianischen Langobarden und Goten dem kämpferischen Erzengel Michael anhingen. Eine neuere Untersuchung befasste sich daher mit der Etymologie der Ortsnamen und den Schutzpatronen einstiger Kirchen, um mit ihrer Hilfe den Grenzverlauf des Byzantinischen Korridors genauer zu bestimmen.
Zu römischer Zeit wurde für den Verkehr von Rom nach Rimini (Ariminum) die gut ausgebaute Via Flaminia benutzt. Nach dem Einfall der Langobarden in Italien gerieten jedoch weite Bereiche der Via Flaminia unter deren Kontrolle. Daher gewann für die Byzantiner eine andere, bis dahin eher unbedeutende Römerstraße an Bedeutung, die Via Amerina, die einst Rom mit dem nahe gelegenen Ameria, dem heutigen Amelia verbunden hatte, von dem sie auch ihren Namen bezog. Sie zweigte etwa 30 km nördlich von Rom von der Via Cassia ab und verlief in unterschiedlichen Abständen weitgehend parallel zur Via Flaminia. Weil der für die Apennin-Überquerung geeignetste Übergang am Furlo-Pass jedoch von den Langobarden besetzt war, musste sie in diesem Gebiet je nach den politischen Gegebenheiten verschiedene Wege einschlagen, bevor er sich wieder mit der Via Flaminia vereinigte, um von dort entlang der Küste nach Ravenna zu führen.